# Arthur von Klinckowström
Arthur Karl Ludwig Friedrich Graf von Klinckowström (* 4. März 1848 in Korklack, Ostpreußen; † 3. Februar 1910) war ein deutscher Offizier und zuletzt General der Kavallerie des Heeres, der unter anderem zwischen 1902 und 1904 Kommandeur der 13. Division sowie von 1904 bis 1907 Kommandeur der Garde-Kavallerie-Division.

## Leben
Arthur Karl Ludwig Friedrich Graf von Klinckowström stammte aus dem schwedisch-pommerschen Adelsgeschlecht Klinckowström und war einer der Söhne des späteren Landrates des Kreises Gerdauen Leonhard Carl Ludwig Felix von Klinckowström (1818–1868) und dessen Ehefrau Maria Gräfin von Pückler († 1850). Sein älterer Bruder war der Politiker Clemens Carl Ludwig Friedrich Graf von Klinckowstroem (1846–1902), der als Mitglied dem Preußischen Herrenhaus und dem Reichstag angehörte, während sein Zwillingsbruder Carl Ludwig Friedrich Graf von Klinckowström (1848–1903) ebenfalls preußischer General war. Zusammen mit seinen Brüdern war er Mitbesützer der Güter Heiligenstein, Ernsthof und Carlsfelde.
Nach der Schulausbildung trat von Klinckowström in die Preußische Armee ein und wurde 1866 zum Leutnant befördert. Er nahm am Deutschen Krieg (14. Juni bis 23. August 1866) teil, der mit einem Sieg Preußens und seiner Verbündeten endete und zu territorialen Änderungen im Zuge der Preußischen Annexionen 1866 sowie zu einem Friedensschluss im Prager Frieden führte. Er nahm des Weiteren am Deutsch-Französischen Krieg (19. Juli 1870 bis 10. Mai 1871) teil, der mit einem deutschen Sieg endete und zur Gründung des Deutschen Kaiserreiches führte. In den folgenden Jahren folgten zahlreiche Verwendungen wie 1875 als Adjutant der 19. Kavallerie-Brigade sowie 1887 als Adjutant der 19. Division.
Nach seiner Beförderung zum Major war Arthur von Klinckowström zwischen 1888 und 1890 Adjutant im Generalkommando des X. Korps in Hannover. Im Anschluss wurde er 1890 zunächst etatmäßiger Stabsoffizier im 1. Garde-Ulanen-Regiment und im Anschluss zum  Garde-Kürassier-Regiment versetzt. Nach seiner Beförderung zum Oberstleutnant wurde er als Nachfolger von Oberst Jaroslaw von Rothkirch und Panthen	am 7. Februar 1893 selbst Kommandeur des Garde-Kürassier-Regiment und verblieb auf diesem Posten bis zum 16. Juni 1897, woraufhin Oberstleutnant Wilhelm von Hohenau ihn ablöste. Während dieser Verwendung war er 1895 zugleich Flügeladjutant von Kaiser Wilhelm II. und erhielt 1896 seine Beförderung zum Oberst.
1898 übernahm von Klinckowström die Funktion als Kommandeur der 3. Garde-Kavallerie-Brigade und wurde als solcher 1899 zum Generalmajor befördert. Nach seiner Beförderung zum Generalleutnant übernahm er am 23. Mai 1902 von dem mit der Führung beauftragten Generalmajor Georg von Kalckstein den Posten als Kommandeur der 13. Division in Münster. Dieses Kommando hatte er bis zum 21. Dezember 1904 inne und wurde danach von Generalleutnant Richard von Winterfeld abgelöst. Er selbst wiederum übernahm von Generalleutnant	Richard von Winterfeld am 22. Dezember 1904 die Funktion als Kommandeur der Garde-Kavallerie-Division und hatte diese bis zum 1. September 1907 inne, woraufhin Generalleutnant	Alfred zu Dohna-Schlobitten ihm nachfolgte. Daraufhin schied er 1907 aus dem aktiven Militärdienst aus und wurde als General der Kavallerie zur Disposition gestellt. Er ließ sich in Berlin nieder und lebte in der Altonaer Straße.
Aus seiner am 1. Oktober 1875 geschlossenen Ehe mit Elma Gräfin von Behr-Negendank (* 21. Juli 1855; † 1939) gingen die Kinder Tochter Elma (* 1. Juli 1878), die mit dem Rittmeister und Politiker Rochus Friedrich zu Lynar verheiratet war, Elisabeth (* 29. November 1879; † 1961), eine Hofdame von Prinzession Alexandra Viktoria sowie Friedrich (* 21. Oktober 1884) hervor.

## Trivia
Nach Angaben des Majors im Generalstab und Widerstandskämpfers des 20. Juli 1944 Joachim Kuhn (1913–1994) war Arthur von Klinckowström sein Großvater mütterlicherseits.

## Hintergrundliteratur
- Wer ist’s?, Band 4, 1909, S. 715 (Onlineversion)
- Ernst Heinrich Kneschke: Neues allgemeines deutsches Adels-Lexicon, Bände 5–6, 1864, S. 136 (Onlineversion)
- Georg von Klinkowström: Geschichte derer von Klinkowström, 1889 (Onlineversion)